# Episodi di Weeds (sesta stagione)
La sesta stagione della serie televisiva Weeds è andata in onda negli Stati Uniti a partire dal 16 agosto 2010 al 15 novembre 2010 su Showtime.
In Italia la stagione è stata trasmessa dall'11 luglio al 22 agosto 2013 su Rai 4, senza l'indicazione del titolo italiano degli episodi. I titoli italiani sono stati inseriti nel 2016 per lo streaming della serie su Netflix.
| nº | Titolo originale             | Titolo italiano               | Prima TV USA      | Prima TV Italia |
| -- | ---------------------------- | ----------------------------- | ----------------- | --------------- |
| 1  | Thwack                       | Un colpo in testa             | 16 agosto 2010    | 11 luglio 2013  |
| 2  | Felling and Swamping         | In fuga                       | 23 agosto 2010    | 18 luglio 2013  |
| 3  | A Yippity Sippity            | Yippity Sippity               | 30 agosto 2010    | 18 luglio 2013  |
| 4  | Bliss                        | Beatitudine                   | 13 settembre 2010 | 25 luglio 2013  |
| 5  | Boomerang                    | Boomerang                     | 20 settembre 2010 | 25 luglio 2013  |
| 6  | A Shoe for a Shoe            | Scambio alla pari             | 27 settembre 2010 | 1º agosto 2013  |
| 7  | Pinwheels and Whirligigs     | Trottole e girandole          | 4 ottobre 2010    | 1º agosto 2013  |
| 8  | Gentle Puppies               | Teneri cuccioli               | 11 ottobre 2010   | 8 agosto 2013   |
| 9  | To Moscow, and Quickly       | La mia Mosca                  | 18 ottobre 2010   | 8 agosto 2013   |
| 10 | Dear Born-Again              | Di nuovo Dearborn             | 25 ottobre 2010   | 15 agosto 2013  |
| 11 | Viking Pride                 | Forza, Viking!                | 1º novembre 2010  | 15 agosto 2013  |
| 12 | Fran Tarkenton               | Fran Tarkenton                | 8 novembre 2010   | 22 agosto 2013  |
| 13 | Theoretical Love Is Not Dead | L'amore teorico non muore mai | 15 novembre 2010  | 22 agosto 2013  |